# Manon 70
Pour plus de détails, voir Fiche technique et Distribution.
Manon 70 est une comédie romantique, franco-germano-italienne, de 1968, réalisée par Jean Aurel et mettant en vedette Catherine Deneuve, Sami Frey, Robert Webber, Paul Hubschmid et Jean-Claude Brialy,,. Le scénario d'Aurel et Cécil Saint-Laurent est inspiré du roman de 1731, Manon Lescaut, de l'Abbé Antoine François Prévost. La musique originale a été composée par Serge Gainsbourg.

## Synopsis
Manon (Catherine Deneuve) est une femme libre passant d'un homme riche à l'autre et ne pouvant se passer de luxe. Sur un vol entre Tokyo et Paris, le journaliste François des Grieux  Sami Frey tombe amoureux d'elle et la vole à l'homme avec qui elle voyageait. Mais Manon, poussée par son frère Jean-Claude Brialy, ne peut s'empécher de s'échapper avec des hommes riches jusqu'à ce que François lui fasse comprendre qu'elle fait fausse route.

## Distribution
- Catherine Deneuve : Manon Lescaut
- Sami Frey : François des Grieux
- Jean-Claude Brialy : Jean-Paul, son frère
- Robert Webber : Ravaggi, le dernier amant
- Paul Hubschmid : Simon, le deuxième amant
- Chris Avram : le premier amant de Manon
- Elsa Martinelli : Annie
- Claude Génia : la femme de Simon
- Jean Gorini : le rédacteur en chef
- Jean Martin : le maître-d'hôtel
- Kristina Ohlsen : Kristina, la Suédoise
- Jacques Paoli, Albert Simon : eux-mêmes
- Manuela Van Oppen	: Margaret
- et Frank Hübler, Guy Michel, Dante Posani : rôles non-spécifiés

## Fiche technique
- Titre original : Manon 70
- Réalisation : Jean Aurel
- Scénario : Jean Aurel et Cécil Saint-Laurent, d'après le roman Manon Lescaut de l'abbé Prévost
- Décors : Claude Pignot
- Robes de Catherine Deneuve : Emanuel Ungaro
- Photographie : Edmond Richard
- Son : Jean Baronnet
- Montage : Anne-Marie Cotret
- Musique originale : Serge Gainsbourg
- Production : Robert Dorfmann, Yvon Guezel et Luggi Waldleitner
- Coproduction : Transinter Films
- Sociétés de production : Les Films Corona, Panda Films, Transinter Films, Roxy Films
- Société de distribution : Valoria Films (France), CIDIF (Italie)
- Pays de production :  France,  Allemagne de l'Ouest et  Italie
- Langue originale : français
- Format : couleur (Eastmancolor) — 35 mm — 1,78:1 — son mono
- Genre : comédie romantique
- Durée : 105 minutes
- Dates de sortie : 21 février 1968

## Réception
Deneuve a dit plus tard qu'elle voulait travailler avec Jean Aurel parce qu'elle aimait son film De l'amour (1964). A propos de Manon 70 ans, elle dit en 1970 :

« J'ai beaucoup d'estime pour Jean Aurel. Si Manon n'est pas une grande réussite, c'est sans doute parce que le metteur en scène n'était pas au meilleur de sa forme. Ni moi non plus. Je ne considère pas Manon comme un échec, ou si c'en est un, je ne veux en considérer que l'aspect instructif. »

— Catherine Deneuve, Le Nouveau Cinémonde, 1970.
Le film reçoit un accueil partagé entre ceux qui voient Manon en profiteuse et ceux qui la voient en femme émancipée représentative des idéaux féministes,. Au fil du temps, le film est devenu un classique du cinéma français représentatif de la  mode des années 1970,,.